# 4706 Dennisreuter
4706 Dennisreuter è un asteroide della fascia principale. Scoperto nel 1988, presenta un'orbita caratterizzata da un semiasse maggiore pari a 2,2680093 au e da un'eccentricità di 0,1746500, inclinata di 8,26800° rispetto all'eclittica.
L'asteroide è dedicato al fisico statunitense Dennis C. Reuter .